# کردیت بانک ژاپن
کردیت بانک ژاپن (انگلیسی: Credit Bank of Japan) شرکت خدمات مالی و بانکداری ژاپنی است، که در سال ۱۹۵۲ تأسیس شد.